# Црква Вазнесења Господњег у Грабовцу
Црква Вазнесења Господњег у Грабовцу, насељеном месту на територији општине Свилајнац припада Епархији браничевској Српске православне цркве. 
Црква посвећена Вазнесењу Господњем се налази у истом дворишту где се налази у спомен кућа ресавском војводи Стевану Синђелићу.